# Skoky na trampolíně na Letních olympijských hrách 2016
Skoky na trampolíně na Letních olympijských hrách 2016 se konaly od 12. srpna do 13. srpna. Místem konání byla HSBC Arena v Riu de Janeiro.
Pro kvalifikaci se přihlíželo k výsledkům z mistrovství světa ve skocích na trampolíně 2015, pořádaném v dánském Odense od 25. do 28. listopadu 2015, a k výsledkům předolympijských závodů, jež se též konaly v riodejaneirské HSBC Areně.

## Medailisté
| Soutěž | Zlato                                 | Stříbro                            | Bronz                |
| ------ | ------------------------------------- | ---------------------------------- | -------------------- |
| Muži   | Uladzislau Gančarou · Bělorusko (BLR) | Dong Dong · Čína (CHN)             | Lei Gao · Čína (CHN) |
| Ženy   | Rosannagh MacLennanová · Kanada (CAN) | Bryony Page · Velká Británie (GBR) | Li Dan · Čína (CHN)  |